# 神仙沟 (黄河故道)
神仙沟，中华人民共和国山东省东营市的一条河流，1953年至1964年间为黄河入海河道。

## 得名传说
相传，清朝同治年间，山东省青州府寿光人张良等在黄河入海口附近的海域打渔。一天，他们突遭狂风暴雨天气，无奈驾船在风浪中挣扎。夜里，前方忽然出现一盏若隐若现的红灯，并伴有神奇的乐曲。于是他们向红灯处驶去，划着划着浪逐渐变小，风也渐渐停了下来，他们的小船最终搁浅。次日拂晓，张良他们发现自己的小船驶入了一条河沟，四周风景优美宛如仙境，于是将其取名为神仙沟。
其后，神仙沟成为渔民们捕鱼、晒网、避风的地方，每年正月十三都带着供品来祭奠海神娘娘。祭奠时，在神仙沟与大海交汇的海滩上放置一排桌子香案，桌子正中间陈列着一个猪头，两旁则是插着大红蜡烛的烛台，以及各种各样的水果等祭品。渔民们双手握香，在香案前三拜九叩，祈祷海神娘娘保佑。祈祷仪式结束后，人们将各式船灯放入神仙沟，使其飘入大海。

## 流域
神仙沟流域西起刁口河，南至黄河，东、北至渤海，流域面积243.5平方公里。流域内有骨干河道三条，总长度86.7公里，其中干流神仙沟全长50.7公里，支流红旗沟和新卫东河长度分别为15公里和21公里。
神仙沟流经东营市的垦利区与河口区，主要位于河口区境内，是孤岛、仙河两镇及济军训练基地辖区集行洪、排涝、 灌溉等功能为一体的重要河道。
神仙沟源头位于黄河北岸，在胜利黄河大桥以东20余公里的黄河北堤下，附近矗立有一块“神仙沟源头”刻石，两岸为槐林和草地。源头向西是河口区孤岛镇的西河口水库。顺河而下河水渐深、河面渐宽，神仙沟上游两岸有苇荻、荒草、槐树、杞柳等植被。沿神仙沟中上游向北而行，两岸有军马场、孤岛油田诞生地渤二井、孤岛公园、采摘园、“孤岛氧吧”植物园、万亩槐林等。穿过省道310神仙沟桥，神仙沟进入仙河镇河段，流经渔村、海星村后在5号桩中心渔港入海，仙河段全长约25公里。

## 支流
新卫东河长21公里，一说长19.9公里，一说19.3公里，流域面积203.4平方公里。红旗沟全长17.44公里，流域面积68.22平方公里。
老卫东河发源于军马场造纸厂附近，到海兴村入神仙沟，全程16公里。因新卫东河启用，该河排涝功能退化，河道中段被填埋建设商品房。
同济河长2.6公里，根据同济大学对仙河镇的规划设计，开挖的一条南北贯穿该镇建成区的人工渠。

## 相关
山东省东营市河口区仙河镇的建置前曾被称为孤岛新镇，1987年5月中国共产党中央顾问委员会委员林乎加到仙河视察，因新镇被神仙沟与槐树林环抱，而提议将其改名为“仙河镇”。1992年，仙河镇人民政府成立，其镇名便源自于神仙沟。

## 备注
1. ↑  一说神仙沟全长60公里[2]；一说全长54.66公里，流域面积395.05平方公里[3]